# Lübecker Fehde

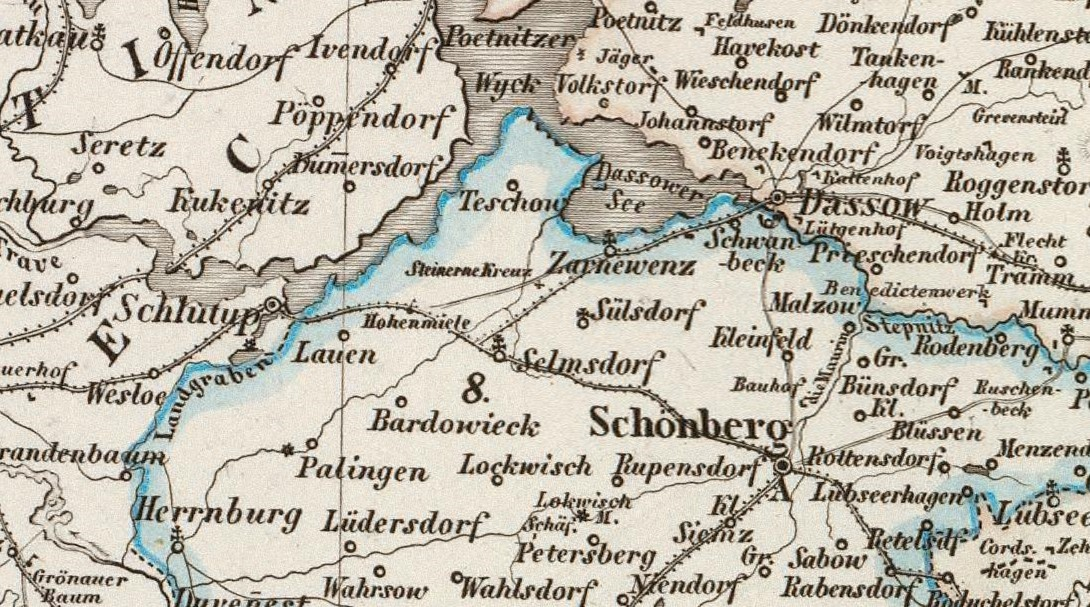
Gegend zwischen Lübeck und Dassow auf einer Karte von 1856

Die Lübecker Fehde war eine militärische Auseinandersetzung zwischen der Reichsstadt Lübeck und dem Herzogtum Mecklenburg in den Jahren 1505 bis 1508 wegen strittiger Hoheitsrechte am Dassower See.

## Auslöser
Lübeck stand mit seinem Nachbarn im Osten, Mecklenburg, am Anfang des 16. Jahrhunderts „im besten Einvernehmen“. Die Stadt bezahlte zusammen mit Lüneburg ein jährliches Schutz- und Schirmgeld von 400 Mark und sicherte sich dadurch den Handelsverkehr durch Mecklenburg.

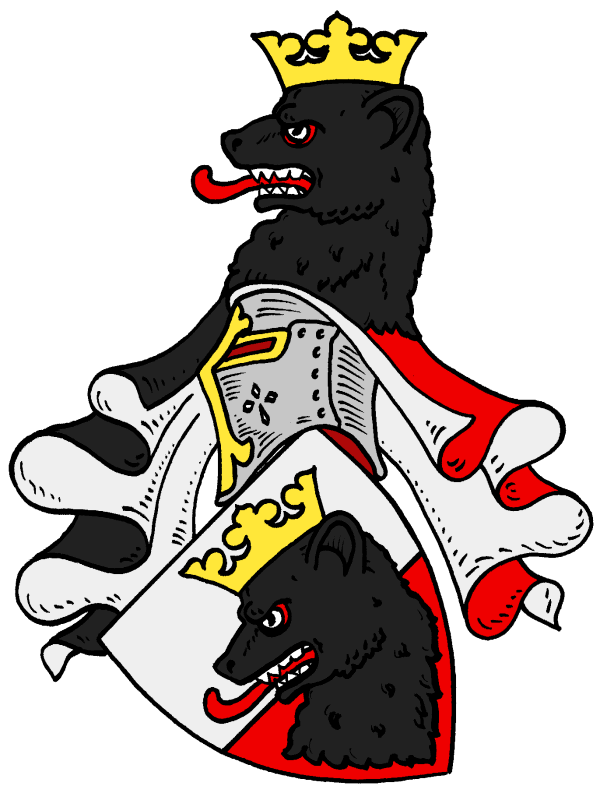
Wappen Buchwaldt

Im Sommer 1505 kam es jedoch bei einer Lübecker Inspektion der Stepenitz, über die Lübeck die Fischereihoheit besaß, zu einer Provokation durch drei betrunkene Bauern, die Bier zum Siechenhaus vor Dassow bringen sollten. Die Lübecker nahmen zwei davon fest; der dritte entkam und verbreitet das Gerücht, dass die anderen beiden in Lübeck hingerichtet werden sollten. Nach den Berichten der Chronisten David Chyträus und Reimar Kock veranlasste das die Grundherrin Irmgard von Buchwald auf Volkstorf, ihre adligen Nachbarn und Freunde, die Familien Parkentin, Quitzow und Schack, um Hilfe zu bitten. Bald zog die gesamte Ritterschaft des Klützer Winkels mit ihren Bauern gegen die Dassower Brücke. Inzwischen hatten die Lübecker die beiden Bauern gut bewirtet und laufen lassen. Aber das Gerücht von dem Zug des Adels war schon nach Lübeck gedrungen. Nachdem ein von Lübeck ausgesandter Kundschafter von Claus Parkentin und seinen Männern erschlagen wurde, zog der Lübecker Stadthauptmann aus, um zur Strafe für diesen Landfriedensbruch ein adliges Gut „auszupochen“, gefolgt von einem Haufen von Handwerksgesellen. Die mecklenburgischen Ritter standen schon lange im Verdacht, Lübecker Kaufmannswagen angehalten zu haben. Mehrere Höfe und Dassow wurden verwüstet.

## Verlauf

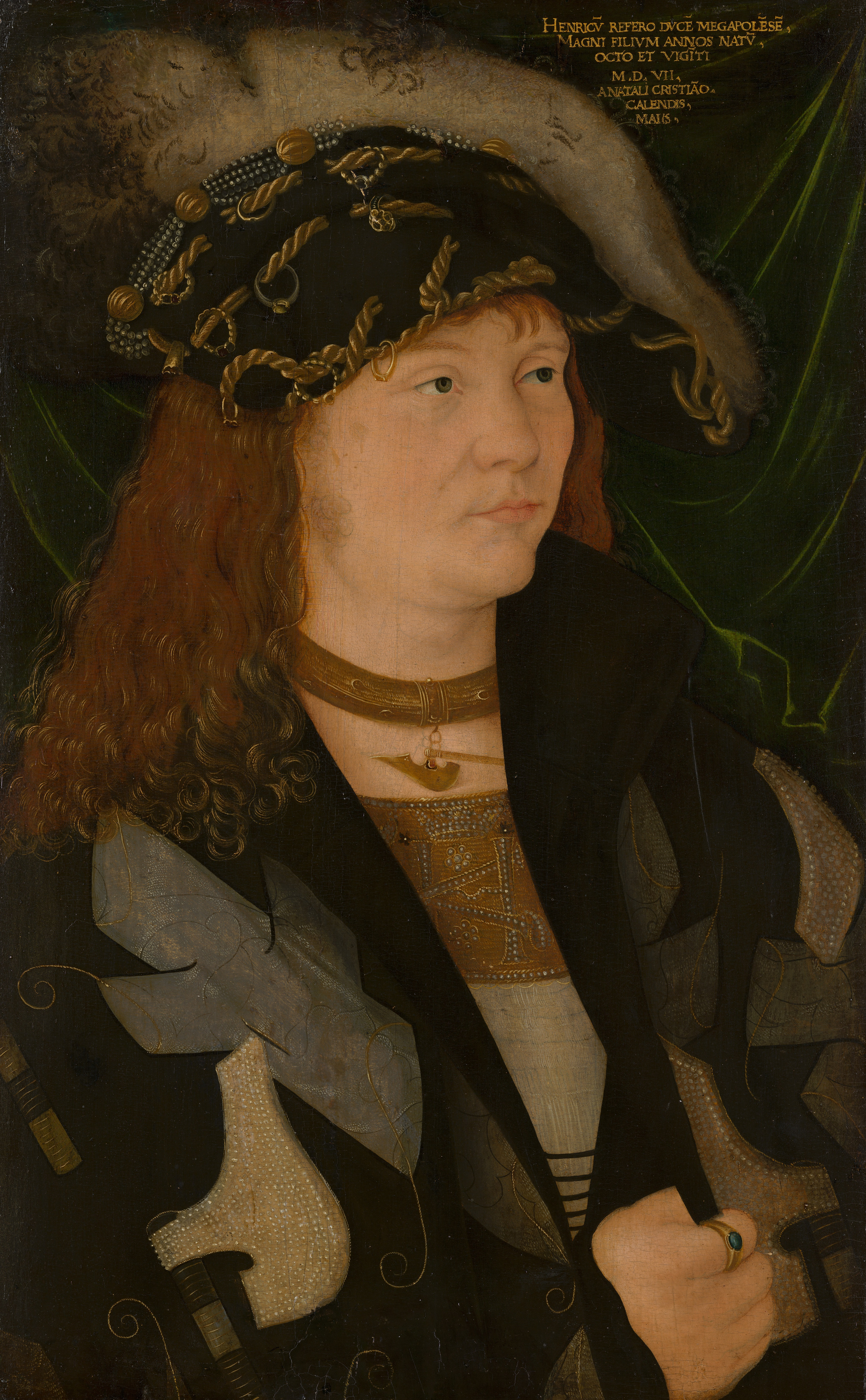
Heinrich V. (1507)

Als der mecklenburgische Herzog Heinrich V. (der Friedfertige) davon erfuhr, befand er sich in Köln bei Kaiser Maximilian und konnte bei diesem die Reichsacht gegen Lübeck erwirken, bevor er nach Mecklenburg zurückeilte. Aber auch die Lübecker wandten sich an den Kaiser und erwirkten, dass dieser die Acht zurücknahm und empfahl, einen gütlichen Ausgleich zu finden oder die Auseinandersetzung vor dem Reichskammergericht auszutragen. Es kam im Oktober 1505 zu Verhandlungen in Schönberg sowie im Februar 1506 in Wismar, die jedoch zu keinem Ergebnis führten. 
Im Juni 1506 wurde der Fall Thema bei dem vom dänischen König und Herzog von Schleswig und Holstein Johann einberufenen norddeutschen Fürstentag in Kiel, der parallel zu dem seit 1498 erstmals wieder abgehaltenen Hansetag in Lübeck zusammenkam. Es war in Johanns Interesse, in Heinrich einen Bundesgenossen in seinem Krieg gegen Schweden zu haben. Schweden wollte, unterstützt durch die Hanse, aus der Kalmarer Union herauskommen. Johann hatte Lübeck die Schifffahrt nach Schweden verboten und kaperte lübeckische Schiffe.
Heinrich erließ den Befehl zum Aufgebot der gesamten mecklenburgischen Militärmacht von 1364 Reitern und 5500 Mann Fußtruppen und baute ein Blockhaus auf der Brücke bei Dassow. Der Kaiser unterstützte ihn mittelbar dadurch, dass er die Acht über Schweden verhängte und Lübeck den Handel dahin untersagte. Auch der Bischof von Ratzeburg Johannes von Parkentin unterstützte seine Familie und den Herzog.
Daraufhin entschlossen sich die Lübecker dazu, die Fehde auf zwei Fronten zu führen, gegen Johann von Dänemark und den von Brandenburg und Braunschweig unterstützten Heinrich von Mecklenburg. Sie sandten am 12. August 1506 einen Absagebrief nach Schwerin und fielen von Lübeck und von Mölln aus in das mecklenburgische Gebiet ein. Sie stießen bis nach Grevesmühlen und Wittenburg vor; über 30 Adelssitze wurden niedergebrannt.  Am 25. August begann der mecklenburgische Gegenstoß. Die vor den Stadtmauern gelegenen Höfe und Mühlen wie die Schlutuper Mühle und der Hof Hohewarte an der Wakenitz fielen der Zerstörung zum Opfer. Aber die starke Stadt zu belagern, wagten die Mecklenburger nicht, sondern zogen sich in das befestigte Schönberg zurück, die Residenz des Bischofs von Ratzeburg, von wo aus sie zur Belagerung Möllns aufbrachen. 
Die Lübecker brandschatzten den Klützer Winkel und die Insel Poel, während Heinrich ohne Erfolg vor Mölln lag, das von dem Lübecker Ratsherrn Dietrich Brömse gehalten wurde. Da erwirkten die Städte Braunschweig, Hildesheim, Goslar und Magdeburg, unterstützt von Herzog Heinrich I. von Braunschweig-Lüneburg, einen Waffenstillstand. Am 23. Oktober 1506 wurden die Gefangenen ausgeliefert und die Feindseligkeiten eingestellt; es wurde vereinbart, dass der Schiedsspruch des Kaisers erwartet werden sollte. Herzog Bogislaw X. von Pommern sollte zusammen mit Lüneburg nach dem Willen des Kaisers beide Parteien vergleichen.

## Folgen
Mit Dänemark schloss Lübeck am 6. Dezember 1506 den Vertrag zu Segeberg und erklärte sich darin bereit, den Handel mit Schweden so lange auszusetzen, bis dies sich König Johann unterworfen hätte. Im Frieden von Nyköping vom 7. Juli 1507 mussten die Lübecker Bürgermeister David Divessen und Tideman Berck zudem dänischen Kontrollen zustimmen. Diese schwerwiegende Störung der bisher angebahnten guten Beziehungen zwischen Lübeck und Schweden wurde einer der Gründe dafür, dass es 1509 zum Dänisch-Hanseatischen Krieg kam.
Ein Friede mit Mecklenburg konnte, vermittelt durch Lüneburg, am 15. Juli 1508 geschlossen werden. Beide Parteien verpflichteten sich auf den Status quo ante und auf den Verzicht auf ihre gegenseitigen Schadenersatzansprüche. Lübeck schloss mit Mecklenburg einen neuen Schutz- und Schirmvertrag. Es zahlte mit Lüneburg zusammen jährlich 500 Gulden; dafür sollte Herzog Heinrich Lübecks Untertanen schützen wie seine eigenen. Dieser Vertrag war die Fortsetzung der alten Verträge von 1291 und 1321; die Sendung des Martensmanns mit einer Tonne Wein von Lübeck nach Schwerin erinnert an diese Anerkennung des Schirmrechts.